# ماركوس جنسن
ماركوس جنسن (بالإنجليزية: Marcus Jensen) هو لاعب كرة قاعدة أمريكي، ولد في 14 ديسمبر 1972 في أوكلاند في الولايات المتحدة.

## وصلات خارجية
- ماركوس جنسن على موقعبيزبول رفرنس.كوم (الدوري الرئيسي) (الإنجليزية)
- ماركوس جنسن على موقعبيزبول رفرنس.كوم (الدوري الثانوي) (الإنجليزية)
- ماركوس جنسن على موقع مشجعي الرسوم البيانية (الإنجليزية)
- ماركوس جنسن على موقع أوليمبيديا (الإنجليزية)